# 平成 新・鬼ヶ島
『平成 新・鬼ヶ島』（へいせい しん・おにがしま）は、任天堂が日本で発売したゲームソフト。ジャンルはアクションアドベンチャーゲーム。
この項では、スーパーファミコン用ソフトとして発売された同タイトルの他、同作に先駆けてスーパーファミコン用衛星放送システムサテラビューにて配信された『BS新・鬼ヶ島』（ビーエス しん・おにがしま）についても述べる。

## 概要

### BS新・鬼ヶ島
1996年9月29日から4週間にわたりスーパーファミコン用ソフト『BS新・鬼ヶ島』全4話が、サテラビュー用衛星データ放送番組として供給された。この作品は『ふぁみこんむかし話 新・鬼ヶ島』に登場したお供の動物3匹が主人公たちに出会うまでの物語と、主人公たちの前世を明らかにした外伝作品にあたる。初回放送期間中には受信用カセット『BS-X』へ用意された仮想の街に、このゲームを受信するための建物「語り部の小屋」が設置された。
ラジオ放送によるラジオドラマやBGMと、データ放送によるゲームを融合させたサウンドリンクゲームとして制作・放送され、コマンドを選択し物語を進めるゲームシステムはそのままに、制限時間内に謎を解き物語を終わらせることを目的とした。新たな要素としてアクションゲームやパズルゲームなどのミニゲームが追加され、一定時間内にコマンドの選択・決定を迫る場面も設けられた。しかし、そうしたゲーム性の特徴上を考慮してか、謎解きの手順が複雑化しやすい「ひとかえる」コマンドは採用されていない。章の始めや物語の要所では語り部の「いったいさん」が登場し、ラジオ音声でその肉声を聞くことができた。いったいさんの声は永井一郎が担当した。音楽は原曲が近藤浩治、編曲は尾崎祐一。BS版では原曲をSFC版音源と生演奏に近い音源でアレンジした音源が併用されている他、本作用の新規曲も存在する。

### 平成 新・鬼ヶ島
1997年12月1日にはスーパーファミコン用ソフト『平成 新・鬼ヶ島 前編』（へいせい しんおにがしま ぜんぺん）と『平成 新・鬼ヶ島 後編』（へいせい しんおにがしま こうへん）が、当時コンビニエンスストアのローソンで実施されていたゲームソフト書き換え販売サービスニンテンドウパワー専用ソフトとして供給・発売された。さらに1998年5月23日には同内容のロムカセット版が一般店舗向けに発売された。前編と後編に分けられたが、どちらか一方のみをプレイすることも可能である。2010年にはWiiのバーチャルコンソールでの配信も決定され、まず前編が5月25日に配信され、次いで後編が6月1日に配信された。また、2014年9月24日には、Wii Uのバーチャルコンソールにて前編、後編が同時に配信された。
これらは『BS新・鬼ヶ島』を市販作品としてリメイクするとともにファミコンディスク版の移植を収録した作品である。『BS新・鬼ヶ島』の物語はほぼそのままに、シナリオの再構成、制限時間をなくす、文章内の漢字の一部をかな表記に改める、章終了後や物語中に登場する「いったいさんの地蔵」で途中経過が記録できるセーブ機能を追加するなどの改変を施した。BS版で使用されていた原曲BGMのアレンジ楽曲の内、生演奏に近い音源で編曲されていたものは、SFC向けに全面的に再編曲が施され、BS版と異なるものになっている。いったいさんの台詞はすべて紙芝居形式の文章で表現された。前後編、それぞれにFC版の前後編が収録されており画像はそのままでSFCの音源で遊べる。

## 物語の構成
物語は全4話のオムニバス形式で、それぞれ3章に分かれている。以下『BS 新・鬼ヶ島』はBS版、『平成 新・鬼ヶ島』は平成版と略記する。
第一話 りんごの巻
BS版第1週で放送、平成版前編へ収録。犬のりんごの話。二章に登場するあんすけはマリオの黄金像を持っている。
第二話 まつのすけの巻
BS版第2週で放送、平成版前編へ収録。猿のまつのすけの話。三章におけるシナリオ展開がBS版から一部、変更されている。
第三話 おはなの巻
BS版第3週で放送、平成版後編へ収録。一章・二章はキジのおはなの話、三章は人間の太郎の話。二章はBS版と平成版とで内容が異なる。また、三章もシナリオ展開と設定が一部、BS版と異なる。
第四話 決戦の巻
BS版第4週で放送、平成版後編へ収録。鬼ヶ島での最終決戦。ファミコン版の八章・九章に新たなエピソードを追加して再構成したもの。
各話あらすじ
（以下の解説は全てSFC版の内容に準ずる）
第一話 りんごの巻
- 一章

村の子供にいじめられていた子犬は優しいおじいさんに拾われ、りんごと名づけられる。ひのえ様の春祭りを迎え、おじいさんは枯れ木に花を咲かせる不思議な灰を取り出してきたが目を離した隙になくなってしまった。困っているおじいさんを助けるためりんごは灰を探す。
- 二章

8年の月日が流れ、りんごは大きくなった。ある日、庄屋の家から小判が盗まれ、庄屋の娘のかんざしもなくなるという事件が起こった。偶然、犯人が盗んだ小判を地面に埋める現場に居合わせていたりんごは犯人探しを始める。
- 三章

平和に暮らすりんごだったが、突如出現した鬼たちによって平穏は破られ、多くの村人たちが魂を奪われてしまう。りんごは鬼に捕らわれた子供たちを救うため奮闘する。
第二話 まつのすけの巻
- 一章

猿谷に暮らすやんちゃで生意気な猿、まつのすけは夢の中でひのえ様のお告げを聞く。目が覚めたまつのすけは旅に出る許可をもらうため、病に伏せる長老を治すために猿谷のどこかに隠されているという宮水を探す。
- 二章

親友のかきのすけと共に旅に出たまつのすけは、鬼に滅ぼされた村にたどり着く。子孫を助けようと墓から蘇るも間に合わず、墓石をごちゃごちゃにしてしまったため墓に戻れないと嘆く村人の先祖のガイコツたちの頼みを聞き、村の唯一の生き残りである寝太郎の力を借りて墓石を元に戻そうと試みる。
- 三章

かきのすけと別れ一人旅を続けるまつのすけだが、目的地である奇怪ヶ森は一向に見えてこない。そんな時、道端で出会った不思議な老人にもらったお札の力で目的地への道を見つけるが、恋人のおうめちゃんがやまんばに捕らわれていることを知る。大事な人の危機を捨てて置けないまつのすけは、すぐさま救出に向かう。
第三話 おはなの巻
- 一章

キジの女の子おはなは、玉手箱を守る使命のための若返りの儀式を迎え、山間の竜宮の里で暮らす乙姫の世話をしていたが、乙姫が乱暴者のましらの文吉にさらわれてしまう。乙姫を救うため、森の仲間達とともに活躍する。
- 二章

乙姫を救出することが出来たが、騒ぎのドサクサで生まれ変わりの儀式に必要な竜宮の首飾りが行方不明になってしまった。乙姫の頼みを聞き、おはなは魔物の森へと首飾りを探しに向かう。
- 三章

なぜ玉手箱が開け放たれてしまったのか。ながくしむらの子供達の前世を解き明かす、過去の物語。
第四話 決戦の巻
ながくし村の「どんべ」と「ひかり」として無事生まれ変わり、宮水の泉にたどり着いた太郎と乙姫は、キジのおはなに出会う。そしてついに鬼ヶ島への上陸を果たし、龍の玉と玉手箱を見つけるため、鬼たちの猛攻を掻い潜りながら島を探索する。

## 主な登場人物
りんご
第一話の主人公。礼儀正しく大人しい子犬。村の子供に苛められ、神社の境内の下に逃げ込んでうずくまっていたところをおじいさんに助けられた。おじいさんが持っていたりんごと交換して引き取ったことから「りんご」と名付けられた。村の近くにやってきた男の子（前作の主人公）と出会い、ひのえ様のお告げに従って共に旅に出る。かつて乙姫の龍封じの旅に付き従った犬の子孫。
まつのすけ
第二話の主人公。宮水を守る猿一族の住処、猿谷に住むやんちゃで生意気な猿。ひのえ様のお告げを聞き、定めの者に出会うべく旅に出る。かつて乙姫の龍封じの旅に付き従った猿の子孫。おうめちゃんという恋人がいる。
おはな
三話一章・二章の主人公。3匹のお供の紅一点。生まれ変わりの儀式の準備のために海から離れ、山間の森の中にある竜宮の里で過ごす乙姫の世話をしているキジ。気が強い。乙姫を敬愛しており、乙姫が生まれ変わりの儀式を受けた後の8年間、宮水の泉で主の帰りを待ち続けていた（ゲーム中では語られていないが、恐らく彼女も乙姫に付き従った鳥の子孫であると思われる）。
太郎
三話三章の主人公。とある海辺にある浦島の村に住む少年。苛められていた亀を助けたお礼に時の流れが地上と異なる竜宮城に連れられていった結果、数百年後の未来に取り残されてしまうが、未来の時代の村人たちに受け入れられて平和に暮らしていた。
成長後、乙姫の使いから受け取った玉手箱を開けて暗黒の化身を解放してしまい、罪びとの烙印を背負うことになってしまう。罪の償いのため、乙姫と共に生まれ変わりの儀式を受け、長串村のどんべとして転生する。
乙姫
三話一章・二章の登場人物。かつてこの世を荒らした魔物「暗黒の化身」を玉手箱に封じ込めた伝説の女性。人間と変わらぬ姿を持ちながら海底で生活する「竜宮人」という種族の姫である。ひのえ様の命令により、玉手箱を守り続けるため来るべき時に若返りの儀式を受けるようにと定められている。地上で儀式のときを待つ間、様々な動物たちに玉手箱を守るよう託してきたが、地上人である太郎に玉手箱を託した結果暗黒の化身が蘇ってしまったため、彼と共に生まれ変わりの儀式を受け、長串村のひかりとして転生する。
ひのえ様
星に化身した神のような存在。幾億年もの年月に渡り地上に生まれた命を見守っている。乙姫に龍封じの使命を与えたのも彼であり、復活した闇を封じるため、度々姿を現してはお告げを与える。

## 物語について
オリジナル版の内容を補足する一方で、設定に矛盾する点もいくつか見受けられる。